# Thury-Harcourt
Thury-Harcourt is een plaats en voormalige gemeente in het Franse departement Calvados in de regio Normandië en maakt deel uit van het arrondissement Caen. De gemeente telde 2.027 inwoners op 1 januari 2018.

## Geschiedenis
Thury-Harcourt is op 1 januari 2016 met Caumont-sur-Orne, Curcy-sur-Orne, Hamars en Saint-Martin-de-Sallen gefuseerd tot de gemeente Le Hom, waarvan Thury-Harcourt de hoofdplaats werd. Op 1 januari 2022 werd de gemeente hernoemd naar Thury-Harcourt-le-Hom. 

## Geografie
De oppervlakte van Thury-Harcourt bedraagt 4,9 vierkante kilometer; Op 1 januari 2018 was de bevolkingsdichtheid 413,7 inwoners per km².
De onderstaande kaart toont de ligging van Thury-Harcourt met de belangrijkste infrastructuur en aangrenzende gemeenten.

## Demografie
Onderstaande figuur toont het verloop van het inwonertal.
Vanwege een beveiligingsprobleem met de MediaWiki Graph-software is het momenteel niet mogelijk deze grafiek weer te geven. Zodra de software is bijgewerkt zal de grafiek vanzelf weer zichtbaar worden.
Caumont-sur-Orne · Curcy-sur-Orne · Hamars · Saint-Martin-de-Sallen · Thury-Harcourt